# Abraham Quintanilla
Abraham Quintanilla Jr. (né le 20 février 1939) est un auteur-compositeur-interprète et producteur de disques américain. Il est le père de la chanteuse Selena, et a produit de manière exécutive un film biographique sur sa vie en 1997, dans lequel il était incarné par l'acteur Edward James Olmos.

## Jeunesse
Quintanilla est né à Corpus Christi, au Texas. Il est le deuxième enfant d'une fratrie de six, d'Abraham Gonzalez Quintanilla Sr. et de Maria Tereza Calderon. Les parents de Quintanilla travaillaient le long du Rio Grande au Texas, récoltant des légumes, du coton et des fruits. Lorsqu'il avait quatorze ans, ses parents ont quitté l'Église catholique et se sont convertis aux Témoins de Jéhovah. Le père de Quintanilla a ensuite travaillé comme réparateur de carrosserie.
Quintanilla a fréquenté le lycée Roy Miller et s'est rapidement associé à deux de ses amis pour former une chorale de lycée appelée les « Gumdrops » (en français : « boules de gomme »). Abraham abandonne le lycée lorsqu'il est en terminale pour poursuivre sa carrière. Maria désapprouve fortement le désir de son fils de devenir un chanteur professionnel.

## Carrière

### Débuts
En 1956, Quintanilla a rencontré ses anciens camarades de classe qui se produisaient lors d'un bal du lycée. Il reconnaît immédiatement leurs voix et devient fan. En apprenant que l'un de leurs chanteurs principaux quittait le groupe Abraham a immédiatement approché les Dinos et leur a demandé s'il pouvait faire partie de leur groupe de chanteurs. Le groupe a décidé de donner une chance à Abraham en l'invitant à répéter avec eux. La demande de Quintanilla a été exaucée lorsque les Dinos l'ont couronné comme troisième voix. Pendant les débuts du groupe, les Dinos étaient payés trente dollars américains pour les réservations de salles. Ils ont cité leurs inspirations musicales comme étant issues des ensembles musicaux The Four Aces (en) et les Mills Brothers. En 1959, les Dinos a sorti son premier single So Hard to Tell sur le label J.W. Fox, propriété de Johnny Herrera. La chanson est devenu un classique sur la station de radio KEYS et a permis au groupe d'obtenir des engagements dans des bals à Corpus Christi, Kingsville et Woodsboro, au Texas.
Le deuxième single des Dinos, Give Me One Chance, composé par Teddy Randazzo qui avait écrit des chansons pour Little Anthony and the Imperials, se vend à 150 000 exemplaires. Le single commence à être largement diffusé dans tout le sud du Texas et sur KILT-FM. La popularité de Los Dinos a augmenté après les ventes record de ce disque. Le groupe enregistre dix tours par minute et reprend des chansons des Beatles, de Ray Stevens, de Johnny Tillotson, de Tommy Roe, de Sam & Dave et des Five Americans (en). 
Le groupe a été victime de racisme et de discrimination en raison de son origine mexicaine. Le propriétaire d'un club, qui pensait que le groupe était italien, a été surpris d'apprendre que Los Dinos étaient des Américains d'origine mexicaine. Le propriétaire du club a refusé de les payer. Los Dinos se sont vu refuser des chambres de motel et d'autres lieux qui se trouvaient dans des quartiers majoritairement blancs.
Les singles suivants du groupe, Twistin' Irene, Ride Your Pony et Lover's Holiday, se sont mal vendus. En octobre 1961, Quintanilla est appelé sous les drapeaux et est stationné à la Joint Base Lewis-McChord, près de Tacoma, dans l'État de Washington. Pendant son service, il rencontre Marcella Samora, qui est moitié mexicano-américaine et moitié indienne Cherokee. Le père de Marcella est originaire d'Amarillo, tandis que sa mère est du Colorado. Quintanilla et Marcella se sont mariés le 8 juin 1963.
Le 13 décembre 1963, Quintanilla a été libéré du service actif et le même jour, Marcella a donné naissance à leur premier enfant, Abraham "A.B.". Quintanilla III. Un mois plus tard, Quintanilla déménage sa famille et s'installe à Corpus Christi. Après son retour, il rejoint Los Dinos et commence à chanter de la musique pop américaine et du rock and roll. Alors qu'ils se produisaient devant une foule de Mexicains, on a demandé à Los Dinos de jouer de la musique mexicaine en espagnol. Ils ont ensuite été sifflés et traités de « pédés ». Les personnes présentes dans le club ont été remboursées après que le groupe a avoué ne pas connaître de musique mexicaine. Cela a provoqué la colère des gens qui voulaient danser et ils ont chassé le groupe du bâtiment. La police locale de Corpus Christi a dû être appelée pour escorter le groupe à l'extérieur. Il a changé de genre musical pour devenir Chicano rock en raison des coûts de création de musique populaire en anglais et de la popularité du groupe. Los Dinos ont enregistré leur premier disque Con Esta Copa en 1964 sur Falcon Records, le label d'Arnoldo Ramirez. Le single est devenu un succès instantané au Texas et a été largement diffusé à l'époque de sa sortie sur Epitome. Il a également été diffusé dans les états voisins,.
Le groupe a sorti trois autres disques avec Falcon jusqu'à ce qu'il passe aux disques Bernal. Le 29 juin 1967, Marcella a donné naissance à leur deuxième enfant et première fille, Suzette Michelle Quintanilla. En 1969, la popularité de Los Dinos s'est estompée et leurs ventes de disques ont commencé à baisser. Quintanilla quitte ensuite le groupe tandis que le reste du groupe continue sans lui.
Los Dinos ont continué à enregistrer de la musique et, en 1974, le groupe avait enregistré vingt 45 tours et six disques 33 tours. Les membres du groupe ont alors officiellement mis fin à leurs carrières.

### Avec Selena y los Dinos
Quintanilla s'installe à Lake Jackson, au Texas, au début des années 1970 et commence à travailler à plein temps pour subvenir aux besoins de sa femme et de ses enfants. Il travaille pour Dow Chemical, mettant de côté sa passion pour la musique. À peine installés, les médecins annoncent à Marcella qu'elle a une tumeur qu'il faut enlever immédiatement. Marcella et Quintanilla décident de demander un deuxième avis avant d'accepter l'opération. Le deuxième médecin les a informés qu'il n'y avait pas de tumeur ; Marcella était enceinte. On leur a dit que ce bébé était un garçon et ils ont commencé à planifier la naissance d'un fils. Ils choisissent le nom de Marc Antony, mais Marcella accouche d'une fille le 16 avril 1971 à l'hôpital communautaire de Freeport. Une femme qui partageait la chambre d'hôpital semi-privée de Marcella suggéra le nom de Selena.
Quintanilla apprenait à son fils aîné, A.B., à jouer de la guitare lorsque Selena est entrée et a commencé à chanter avec son père. Quintanilla remarque la belle voix de Selena et, croyant qu'elle est vraiment douée, ne perd pas de temps pour développer son talent vocal. Quintanilla forme un nouveau groupe dont le nom s'inspire de celui de son enfance, Selena y Los Dinos (Selena et les gars). Quintanilla, avec l'aide de son ancien directeur de studio d'enregistrement et ami, a commencé à enregistrer des chansons avec Selena et à jeter les bases d'une carrière musicale pour ses enfants.
En 1980, Quintanilla ouvre un restaurant mexicain appelé PapaGayos en français : « perroquets » et construit une scène pour que ses enfants puissent se produire devant les clients du restaurant pendant qu'ils prennent leur repas. Le restaurant a souffert de la récession de 1981 et a été contraint de fermer. Cette économie a eu de graves répercussions sur les Quintanillas et d'autres familles du sud du Texas. Abraham a pris ses aspirations musicales et s'est installé à Corpus Christi après que sa famille ait été expulsée de sa maison. Selena y Los Dinos et leur père se produisaient aux coins des rues, dans les fêtes, les mariages et toute autre fonction sociale qui fournissait un revenu à la famille.
En 1984, Selena y Los Dinos a été signé par Freddie Records. Ils ont enregistré et sorti leur premier album intitulé Selena Y Los Dinos. Selena a été critiquée par Freddie Martinez (PDG de Freddie Records) pour être une jeune femme dans un genre dominé par les hommes. Quintanilla a transféré ses enfants chez Cara Records et a sorti leur deuxième album, The New Girl in Town. Cet album a permis à Selena y Los Dinos d'apparaître comme invitée musicale dans le Johnny Canales Show,.

## Mort de Selena
Le 31 mars 1995, le plus jeune enfant de Quintanilla, Selena, a été assassiné par la présidente du Fan Club de Selena, gérante des boutiques de Selena, Selena Etc. et amie, Yolanda Saldívar.
Après la mort de Selena, Quintanilla a été impliquée dans chaque développement d'albums, de documentaires, et d'autres productions qui impliquent ou parlent de Selena. Peu après la mort de Selena, Abraham Quintanilla et sa famille ont créé la Selena Foundation, une organisation caritative qui aide les enfants en crise. Abraham Quintanilla est apparu dans de nombreuses émissions de télévision consacrées à Selena. Quintanilla continue de produire de nouveaux artistes dans les industries de la musique et du cinéma avec sa maison de disques, Q-Productions (en),.
Dans le film biographique de 1997, Selena, Quintanilla était interprété par Edward James Olmos, tandis que Quintanilla lui-même était coproducteur. Dans la mini-série de Netflix, Selena : La Série (2020), il est interprété par Ricardo Chavira,. En 2021, Quintanilla a publié ses mémoires intitulés « A Father's Dream : My Family’s Journey in Music en français : « Le rêve d'un père : le voyage de ma famille dans la musique ».